# Округ Раск (Висконсин)
Округ Раск (енгл. Rusk County) је округ у америчкој савезној држави Висконсин.

## Демографија
По попису из 2010. године број становника је 14.755, што је 592 (-3,9%) становника мање него 2000. године.
| Група             | 2000.          | 2010.          |
| Белци             | 14.941 (97,4%) | 14.284 (96,8%) |
| Афроамериканци    | 79 (0,5%)      | 61 (0,4%)      |
| Азијати           | 40 (0,3%)      | 41 (0,3%)      |
| Хиспаноамериканци | 116 (0,8%)     | 173 (1,2%)     |
| Укупно            | 15.347         | 14.755         |